# Натаров, Владимир Дмитриевич
Натаров Владимир Дмитриевич (14 июля 1905, Тазово — 1994, Белгород) — советский горный инженер-геолог. Доктор геолого-минералогических наук (1963), профессор (1965). Заслуженный деятель науки и техники РСФСР (1975).

## Биография
Родился 14 июля 1905 года в селе Тазово (ныне в Курской области).
В 1932 году окончил Харьковский университет.
В 1935—1941 годах — геолог, главный гидрогеолог института «Гидропроект» (Харьков).
С 1944 года — старший гидрогеолог треста «Дзержинскруда», заведующий гидрогеологического отдела Научно-исследовательского горнорудного института (Кривой Рог). В 1949—1968 годах — в Криворожском горнорудном институте: в 1965—1968 годах — заведующий кафедрой гидрогеологии и инженерной геологии.
В 1968—1981 годах — заместитель директора Всероссийского НИИ по осушению месторождений полезных ископаемых, защите инженерных сооружений от наводнения, специальных горных работ, геомеханики, геофизики, гидротехники, геологии и маркшейдерского дела (Белгород).
Умер в 1994 году в Белгороде.

## Научная деятельность
Занимался научными исследованиями в области рудничной гидрогеологии и инженерной геология. Разработал схемы осушения шахт Кривбасса.

### Научные труды
- Гидрогеологическое районирование Криворожского бассейна // Сборник научных трудов Научно-исследовательского горнорудного института. — Кривой Рог, 1960;
- Карсты и карстовые воды в докембрийских породах Саксаганского района Криворожского бассейна // Советская геология. — 1961. — № 9;
- Геоморфологія Криворізького залізорудного басейну // ГЖ. 1961. — Т. 21, вип. 4;
- Гидрогеологические условия горных работ на больших глубинах в Криворожском железорудном бассейне / М., 1964;
- Шахтные воды Криворожского бассейна и их возможное использование в народном хозяйстве // Водоснабжение, канализация, гидротехнические сооружения: Сб. ст. Вып. 19. — Киев, 1976.

## Награды
- Заслуженный деятель науки и техники РСФСР (17 октября 1975);
- Орден «Знак Почёта»;
- Орден Трудового Красного Знамени.